# Ludányhalászi megállóhely
Ludányhalászi megállóhely a MÁV vasúti megállóhelye a Nógrád vármegyei Ludányhalászi községben. A megállóhelyet a MÁV 78-as számú (Aszód–Balassagyarmat–Ipolytarnóc) vasútvonala érinti.
Megközelíthetőségét a 2205-ös mellékútból kiágazó 22 306-os állomáshoz vezető út (Kossuth út) biztosítja.

## Vasútvonalak
Az állomást az alábbi vasútvonalak érintik:
- Aszód–Balassagyarmat–Ipolytarnóc-vasútvonal

## Kapcsolódó állomások
A vasútállomáshoz az alábbi állomások vannak a legközelebb:
- Szécsény vasútállomás (Aszód–Balassagyarmat–Ipolytarnóc-vasútvonal)
- Nógrádszakál vasútállomás (Aszód–Balassagyarmat–Ipolytarnóc-vasútvonal)

## Forgalom
| Járat | Útvonal | Gyakoriság |
| ----- | --- | ---------- |
| S790  | Ipolytarnóc – Litke – Ráróspuszta – Nógrádszakál – Ludányhalászi – Szécsény – Hugyag – Őrhalom – Balassagyarmat | Napi 4 pár |